# São Sebastião (Loulé)
São Sebastião es una freguesia portuguesa del concelho de Loulé, con 67,31 km² de superficie y 6.734 habitantes (2001). Su densidad de población es de 100,0 hab/km².